# Bruno Holenweger
Bruno Holenweger (født 7. august 1965 i Lachen) er en forhenværende cykelrytter fra Schweiz. Hans foretrukne disciplin var banecykling, hvor han har vundet de nationale mesterskaber.
Han stillede til start i 32 seksdagesløb, hvor af han vandt de to. Ved Københavns seksdagesløb i 1991 endte han sammen med makker Pierangelo Bincoletto på andenpladsen.